# Borsuk (powiat hrubieszowski)
Borsuk – wieś w Polsce położona w województwie lubelskim, w powiecie hrubieszowskim, w gminie Mircze.
W latach 1975–1998 miejscowość należała administracyjnie do województwa zamojskiego. 
Wieś stanowi sołectwo gminy Mircze. Według Narodowego Spisu Powszechnego (III 2011 r.) liczyła 100 mieszkańców i była 23. co do wielkości miejscowością gminy.
Wierni Kościoła rzymskokatolickiego należą do parafii Zmartwychwstania Pańskiego w Mirczu.

## Etymologia
Według autorów Słownika geograficznego Królestwa Polskiego z roku 1880: Borsuk stanowi źródłosłów nazw  kilku miejscowości polskich. Nazwa ta pochodzi nie tyle od miejsca gnieżdżenia się borsuków, co od osadników tej nazwy, jak tego dowodzą takie nazwy jak Borsukowizna, Borsukinie, Borsuki. Najczęściej w Królestwie spotykamy je w guberni suwalskiej, powiecie augustowskim.